# Ophiomyia deceptiva
Ophiomyia deceptiva är en tvåvingeart som beskrevs av Spencer 1977. Ophiomyia deceptiva ingår i släktet Ophiomyia och familjen minerarflugor. Inga underarter finns listade i Catalogue of Life.